# فيل بورك (لاعب هوكي الجليد)
فيل بورك (بالإنجليزية: Phil Bourque)‏ هو لاعب هوكي الجليد أمريكي، ولد في 8 يونيو 1962 في تشيلمسفورد في الولايات المتحدة.

## وصلات خارجية
- فيل بورك على موقع دوري الهوكي الوطني (الإنجليزية)
- فيل بورك على موقع EliteProspects.com (الإنجليزية)
- فيل بورك على موقع HockeyDB.com (الإنجليزية)
- فيل بورك على موقع Hockey-Reference.com (الإنجليزية)